# Réflexions sur la guillotine
Réflexions sur la guillotine (lit. ‘Reflexions sobre la guillotina’) és un assaig d'Albert Camus publicat a La Nouvelle Revue française (números 54 i 55) el juny i juliol de 1957, en el qual denuncia la pena de mort. El mateix any, l'assaig va aparèixer amb idèntic títol a l'obra Réflexions sur la peine capitale ("Reflexions sobre la pena capital"), on es tractava amb l'assaig Réflexions sur la potence ("Reflexions sobre la forca") d'Arthur Koestler i amb La Peine de mort en France ("La pena de mort a França") de Jean Bloch-Michel.

## Context històric
Des dels seus inicis literaris, Camus havia volgut compartir els seus pensaments sobre el problema de la pena màxima: L'Envers et l'endroit ("L'altre costat i el lloc"), escrit als 22 anys, guarda petjades d'això.  A l'edat de 44 anys, dos anys i mig abans de la seva mort accidental, va sentir la necessitat d'expressar de manera sintètica i virulenta el disgust físic, filosòfic i humanista que li inspirava un dolor nascut de la barbàrie i justificat per un pensament equivocat. Com assenyala Pierre de Boisdeffre, a La pesta, Camus ja havia esmentat una escena d'execució capital per afusellament. A la novel·la, Jean Tarrou, veí del doctor Rieux, es pronuncia contra la pena de mort: «el més abjecte dels assassinats».
Marie Naudin, en un article publicat el 1972 a la Revue d'histoire littéraire de la France, assenyala l'evident relació entre aquesta obra i El darrer dia d'un condemnat de Victor Hugo: els arguments sobre el caràcter públic suposadament dissuasiu de la pena de mort, el seu caràcter arcaic, les reaccions de la multitud, les circumstàncies socials atenuants, l'impacte en les famílies, etc; no poden ser una pura coincidència.
Mark Orme situa els comentaris de Camus contra la pena de mort en el context més ampli de l'evolució de les seves idees sobre la justícia. Aquestes, que es basen en les nocions de compassió i sensibilitat, es van aguditzar a través del contacte amb la pobresa, la seva i després la de Cabília, quan tenia 26 anys. Es basen en l'empirisme i el pragmatisme més que en l'idealisme polític. Camus també pren consciència del pes que exerceixen les forces externes –el determinisme social, l'opressió colonialista, la barbàrie nazi, les purgues després de la guerra, la rebel·lió algeriana– sobre els individus, sobre el seu sentit de justícia, de culpa i sobre la seva visió de la pena capital. L'experiència de les dictadures, especialment les comunistes, finalment ho va convèncer que el menyspreu per la llei aconseguia el seu màxim nivell quan un Estat condemnava a mort a un individu per a mantenir la seva dominació. Orme recorda que el 1958, un any després de la publicació de l'assaig sobre la guillotina, en el prefaci de L'Envers et l'endroit, Camus va continuar la seva reflexió sobre la noció de «just» i sobre el dret a veure's un mateix com a model: «Pot realment predicar la justícia qui ni tan sols pot fer-la regnar en la seva vida?».
El pensador Thomas Merton va analitzar des d'un punt de vista cristià les Réflexions sur la guillotine, el problema de la pena capital a La pesta i la visió crítica de Camus sobre l'Església, favorable a la pena de mort.

## Propòsit de l'assaig

### Una anècdota fundacional
L'assaig s'obre amb una anècdota que Camus tornarà a exposar, canviant el nom del protagonista principal, en el capítol 6 d'El primer home. El seu pare havia decidit assistir a l'execució pública de l'assassí de tota una família. Va sortir amb la convicció d'una pena merescuda, fins i tot massa lleu, per a tornar poques hores després, tan disgustat per l'espectacle que va vomitar. Textualment, va esmentar que «Poc abans de la guerra de 1914, un assassí el crim del qual va ser particularment repugnant (havia massacrat a una família d'agricultors amb els seus fills), va ser condemnat a mort a Algèria. Es tractava d'un treballador agrícola que havia matat en una espècie de frenesí de sang, però havia empitjorat el seu cas robant a les seves víctimes. L'assumpte va tenir un gran impacte. En general, es va considerar que la decapitació era un càstig massa lleu per a un monstre així.» […] «La meva mare només diu que va arribar corrent a casa, amb el rostre alterat, es va negar a parlar, es va ficar al llit un moment en el llit i de sobte va començar a vomitar.» […] «quan la justícia suprema només fa vomitar a l'home honest al qual se suposa ha de protegir, sembla difícil sostenir que el seu objectiu, com hauria de ser la seva funció, és portar més pau i ordre a la ciutat. Al contrari, sembla que no és menys repugnant que el crim i que aquest nou assassinat, lluny de reparar l'ofensa comesa al cos social, afegeix una nova taca al primer.».

### L'objectiu i el mètode de Camus
L'autor explica que l'objectiu de la seva lluita és l'abolició de la pena de mort en una França que continua sent, amb aquesta altra democràcia que és el Regne Unit i amb la dictadura espanyola, l'únic país d'Europa occidental que executa als condemnats.
No obstant això, a diferència d'uns altres, ell no parla d'això en veu baixa. Vol escriure sense embuts sobre el que considera una carnisseria, sense utilitzar els eufemismes habituals. En el conte Entre sí i no, fa dir al narrador: «No ens digueu del condemnat: "Pagarà el seu deute amb la societat", sinó "Li tallarem el coll"».

## Primer principi fundacional de la pena de mort: exemplaritat

### La necessitat per exemple
La posició dels antiabolicionistes es basa en el concepte de l'exemplaritat. De fet, només l'exemple d'un càstig terrible que suscita la por a la mort pot disuadir el crim: «Sabem que el principal argument dels partidaris de la pena de mort és el caràcter exemplar del càstig. Els caps no només es tallen per castigar els seus portadors, sinó també per intimidar, amb un exemple aterridor, els qui estarien temptats a imitar-los. La societat no es venja, només vol prevenir. Aixeca el cap perquè els candidats a assassinat puguin llegir allà el seu futur i fer un pas enrere».

### El contraargument de Camus

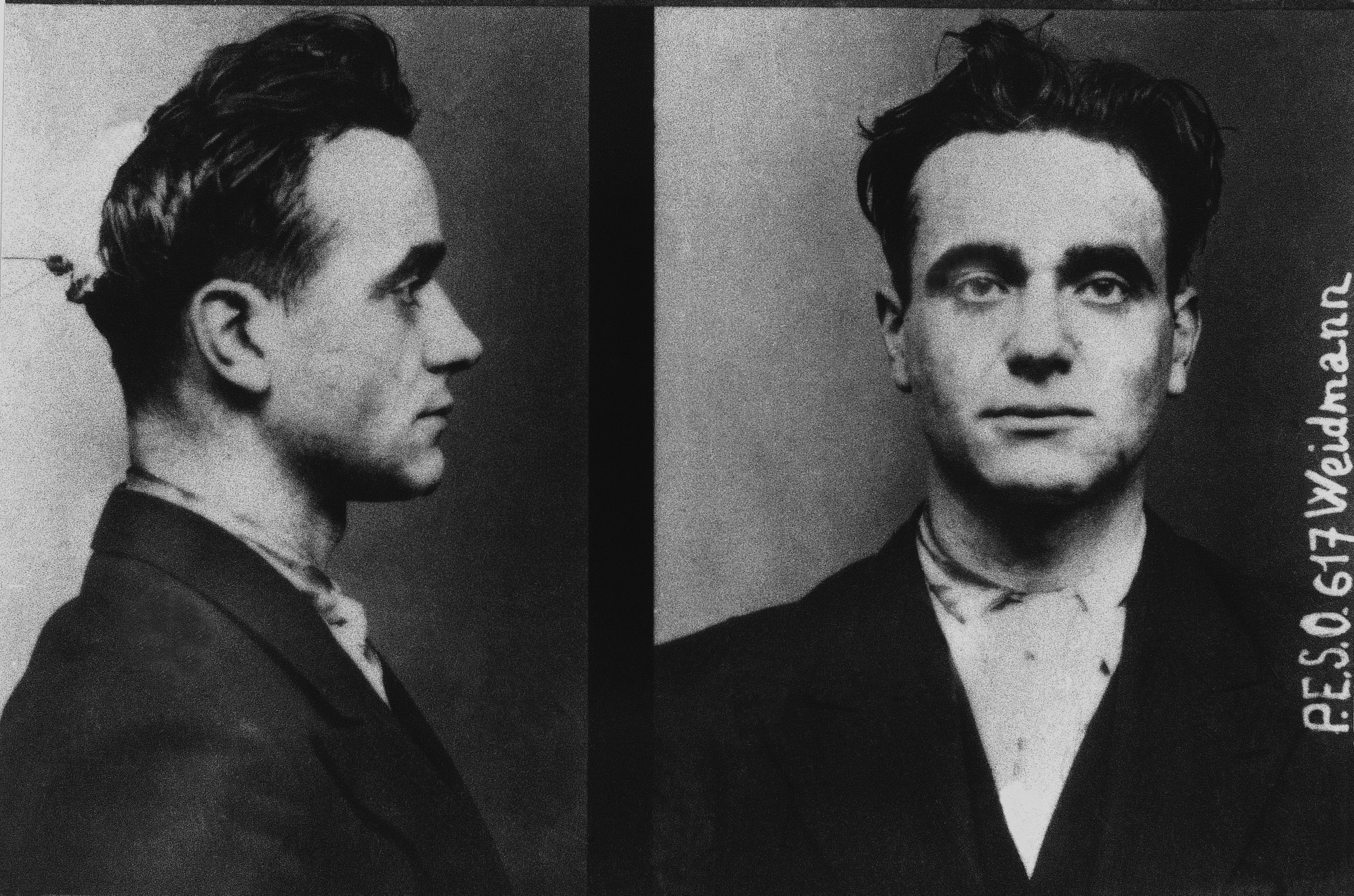
Fotografia antropomètrica d'Eugen Weidmann

Originalment, una pena exemplar es basava en el seu caràcter públic: en crear terror, l'espectacle de l'assassinat evitarà el crim. No obstant això, les execucions ja no són públiques. Argumentant que era important no complaure els instints sàdics, les autoritats van decidir el 1939 que les execucions es durien a terme dins de les presons. De fet, després dels greus excessos ocorreguts durant l'execució d'Eugen Weidmann el 19 de juny del 1939, un decret de llei del 24 de juny del mateix any va prohibir les execucions en públic. D'aquesta forma, no s'aconsegueix aquesta lògica de l'exemple induïda per l'espectacle de l'execució.
Però, sobretot, per a Albert Camus aquesta desitjada exemplaritat de la sentència, en nom d'una sacralització de la societat, és perillosa: «Matem per una nació o per una classe deïficada. Continuem matant per una societat futura que també està divinitzada».

## Segon principi fundacional de la pena de mort: dissuasió

### Les virtuts de la por
La pena capital, diuen els seus defensors, és un fre al crim: infon tanta por que té un innegable efecte dissuasiu. El corol·lari d'aquesta convicció és que una societat que abolís la pena de mort patiria un augment significatiu dels delictes.

### Els contraarguments de Camus

#### La pena de mort no afecta els pitjors criminals
Camus es basa en les estadístiques publicades per Arthur Koestler a Reflections on Hanging. Un d'ells data de 1886 i mostra que 164 dels 167 condemnats a mort a la presó de Bristol havien estat presents almenys en una execució. Un altre, de principis del segle xx, revela que de 250 condemnats penjats per diversos delictes, 170 ja havien presenciat execucions públiques.

#### Pena de mort i límits de la justícia
Albert Camus observa que el botxí estava com investit d'una funció sagrada. Per a decidir sobre la vida i la mort d'un ésser humà, el jutge hauria de poder al·legar la seva perfecta innocència, la qual cosa és impossible, per la qual cosa Camus sosté que «sense innocència absoluta no hi ha jutge suprem». Aquestes nocions de responsabilitat i culpa seran per a ell objecte de constant reflexió. Robert Badinter, en el seu prefaci a Albert Camus Contra la pena de mort, cita a Camus escrivint a Jean Grenier per a discutir el dilema filosòfic que l'angoixa: «En tot culpable hi ha un element d'innocència. Això és el que fa que qualsevol sentència de mort sigui repugnant», afegint que «l'home no és innocent i no és culpable. Com sortir d'aquí?».

## Pena de mort i ideologia

### Pena de mort i nova ideologia
Avui, afirma Camus, els assassinats perpetrats per l'Estat superen amb escreix a les comeses per individus i les presons estan plenes de convictes polítics més que de delinqüents i criminals. La pena de mort va ser utilitzada amb finalitats polítics en una sèrie ininterrompuda de represàlies de l'estalinisme que va dur a terme les seves purgues; pel nazisme que va executar a la Resistència francesa; durant la purga de postguerra que es va venjar del feixista nord-català Robert Brasillach; tant pels rebels algerians com per l'Estat francès que els va condemnar a mort.
Camus cita a l'abolicionista belga Adolphe Francart (1829-1908): «La vida de l'home deixa de ser sagrada quan creiem que és útil matar-lo», especialment en una escala tan àmplia. A més, és urgent abolir la pena capital per a reafirmar la primacia de la persona sobre el cos social, per a afrontar els seus límits en una societat l'arrogància de la qual la porta a un desordre assassí.

## Les solucions

### Principis d'acció
Camus insisteix: no hi ha en ell cap sentimentalisme, cap idealisme feliç sobre la naturalesa humana, cap creença en un món utòpic on el mal ja no existiria. Al contrari, es tracta de demostrar un «pessimisme raonat, lògica i realisme». A l'estiu de 1948, en una resposta a Emmanuel d'Astier de la Vigerie, que li havia criticat per ser partidari de la no-violència, Camus va explicar que la violència era, segons ell, inevitable en determinades circumstàncies, però «que hem de rebutjar qualsevol legitimació de la violència, ja sigui que aquesta legitimació provingui d'una raó absoluta d'Estat o d'una filosofia totalitària».
John Foley, a Albert Camus i la violència política, es refereix, entre altres coses, a l'obra de teatre Els justos i al comentari de Camus al recopilatori Carnets, 2 (1947). Mostra com Camus articula les nocions de crim polític, de la culpa que resulta d'ell, amb el càstig que comporta, ja sigui en forma de pena capital o de suïcidi experimentat com una sentència de mort autoinfligida.

### Les propostes
Una alternativa per a Albert Camus és substituir les execucions per treballs forçats. Als qui argumenten que aquest càstig és més inhumà que la mort, els respon que l'argument no se sosté, perquè llavors per què no el van proposar per a castigar els delictes més greus? Quant a aquells que creuen que, per contra, no és prou rigorós, bo, replica Camus, és perquè han estat tan pervertits pels principis lliberticides de la societat actual que ja ni tan sols tenen en compte el que representa la privació de llibertat. En qualsevol cas, aquesta alternativa a la pena de mort és per a Camus només un recurs provisional. De fet, conclou: «No hi haurà pau duradora fins que la mort esdevingui».
Després de la publicació del llibre, Albert Camus va intervenir en diverses ocasions fins a la seva mort el 4 de gener de 1960 per a intentar salvar als presos polítics condemnats a mort a Vietnam del Sud, Algèria i Grècia. No obstant això, no es té coneixement de cap posició pública adoptada per l'autor durant els 170 casos de Dret anglosaxó (Common Law) que van acabar amb una execució capital.
Quan el pare d'una víctima li va demanar, en vista del procés iniciat el 7 de maig de 1951, que desautoritzés a l'assassí que deia haver-se inspirat en Meursault de L'estrany per a matar al seu fill, Camus va respondre que no sabria com prestar la seva ajuda a l'acusació, tenint sens dubte en ment que l'assassí estava arriscant el seu cap. No obstant això, Camus va reconèixer: «Lamentablement, res em prova que aquest desafortunat assassí no va llegir els llibres dels quals parla i que no van actuar sobre ell en el sentit que diu. En aquest cas, per molt dur que sigui per a mi, també seré culpable. Aquest pensament és infinitament més dolorós per a mi del que puc dir-los».
Robert Badinter recorda la resposta que Camus va donar el desembre de 1957 a un periodista que li va interrogar sobre l'efecte que havia tingut a França la publicació de Réflexions sur la guillotine: «Bé, lamentablement no va obrir cap debat».